# Curtiss P-36 Hawk
Curtiss P-36 Hawk (tudi Curtiss Hawk Model 75) (Sokol) je bil ameriški lovec, ki je bil v uporabi v 30. in 40. letih 20. stoletja. Je predstavnik prvege generacije enokrilnih vojaških letal, ki so imeli vitek trup, pri čemer so pri izdelavi izdatno uporabili kovino ter letalo opremili z močnim zvezdastim motorjem. Ob začetku druge svetovne vojne je veljal že za zastarelega. Na osnovi tega letalo so nato izdelali njegovega naslednika - Curtiss P-40 Warhawk. Kljub zastarelosti so ga med drugo svetovno vojno uporabljala vojna letalstva ZDA, Francije (tudi Vichyjska Francija), Britanska Skupnost narodov, Finske in Kitajske. Skupaj je bilo izdelanih okoli 1.000 letal v več različicah.